# Anopheles lesteri
Anopheles lesteri este o specie de țânțari din genul Anopheles, descrisă de Francisco E. Baisas și Hu în anul 1936. Conform Catalogue of Life specia Anopheles lesteri nu are subspecii cunoscute.